# Atriplex laciniata
La Atriplex laciniata es una especie halófita, de  anual, en la familia de las Amaranthaceae. 

## Descripción
Es una planta anual, postrada,  toda ella de un plateado brillante. Las hojas de 10-30 × 7-13 mm, generalmente esparcidas, rómbico-lanceoladas, lobuladas, cuneadas en la base. Flores en glomerulillos axilares y en espiga terminal. Bractéolas fructíferas 4-6(7) × (4)5-7 mm, generalmente de anchura superior a su longitud, rómbicas, agudas, de base redondeada o cuneada y dorso liso o escasamente ornamentado, endurecidas y soldadas hasta la mitad. Semillas c. 2,1-2,5 mm de diámetro, suborbiculares; radícula claramente vertical. Tiene un número de cromosomas de 2n = 18*

## Distribución y hábitat
Se encuentra en las arenas litorales nitrificadas.En el oeste de Europa y Norteamérica, donde probablemente fue introducida. En España aparece en la Isla de la Toja (Pontevedra).

## Taxonomía
Atriplex laciniata fue descrita por Carlos Linneo y publicado en Species Plantarum 2: 1053. 1753.
Etimología
Atriplex: nombre genérico latino con el que se conoce a la planta.
laciniata: epíteto latino  que significa "con cortes profundos. 
Sinonimia
| - Atriplex abbreviata Opiz - Atriplex albicans Willd. - Atriplex arenaria J.Woods - Atriplex astracanica Balb. - Atriplex astrachanica Ledeb. - Atriplex bocconii Guss. - Atriplex farinosa Dumort. - Atriplex incisa Ledeb. - Atriplex maritima L. - Atriplex microphylla Schur - Atriplex piqueres Lag. - Atriplex pruinosa Sieber ex Moq. | - Atriplex sabulosa Rouy - Atriplex sinuata Hoffm. - Atriplex sinuata (Thunb.) Aellen - Atriplex thunbergiana Schult. - Atriplex turcomanica Turcz. ex Ledeb. - Chenopodium laciniatum Thunb. - Chenopodium pinnatum Moq. - Chenopodium sinuatum Thunb. - Obione turcomanica Bunge - Schizotheca laciniata Fourr. - Atriplex nivea Merino - Atriplex tornabenei var. nivea (Merino) Merino |

## Nombres comunes
- Castellano: cenizo blanco, pie de sapo.[6]